# 小田急1500形電車
- 帝都電鉄モハ100形電車 > 小田急1500形電車
- 帝都電鉄クハ500形電車 > 小田急1500形電車

小田急1500形電車（おだきゅう1500がたでんしゃ）は、かつて東京急行電鉄（大東急）・小田急電鉄で使用されていた電車である。

## 概要
帝都電鉄（現・京王電鉄井の頭線）200形・500形として製造された車両のうち、いわゆる「大東急時代」に形式変更されてデハ1450形デハ1458およびクハ1500形クハ1502となった各1両ずつが井の頭線から小田原線に転属となり、そのまま小田急電鉄のデハ1500形1501・クハ1550形1551となったものである。小田原線に転入した当初は、制御装置・制動装置ともに既存の小田急の車両とは異なっていたため、単独で運行されていたが、順次他の車両と揃えられた。
1960年の更新修繕の際に車体載せ替えを行い、1900形に編入されて1976年まで使用された。また、この時に余剰となった車体はデユニ1000形の更新に活用されており、1984年まで使用された。
本項では、帝都電鉄で使用されていた当時の沿革についても記述する。

## 沿革

### 前史

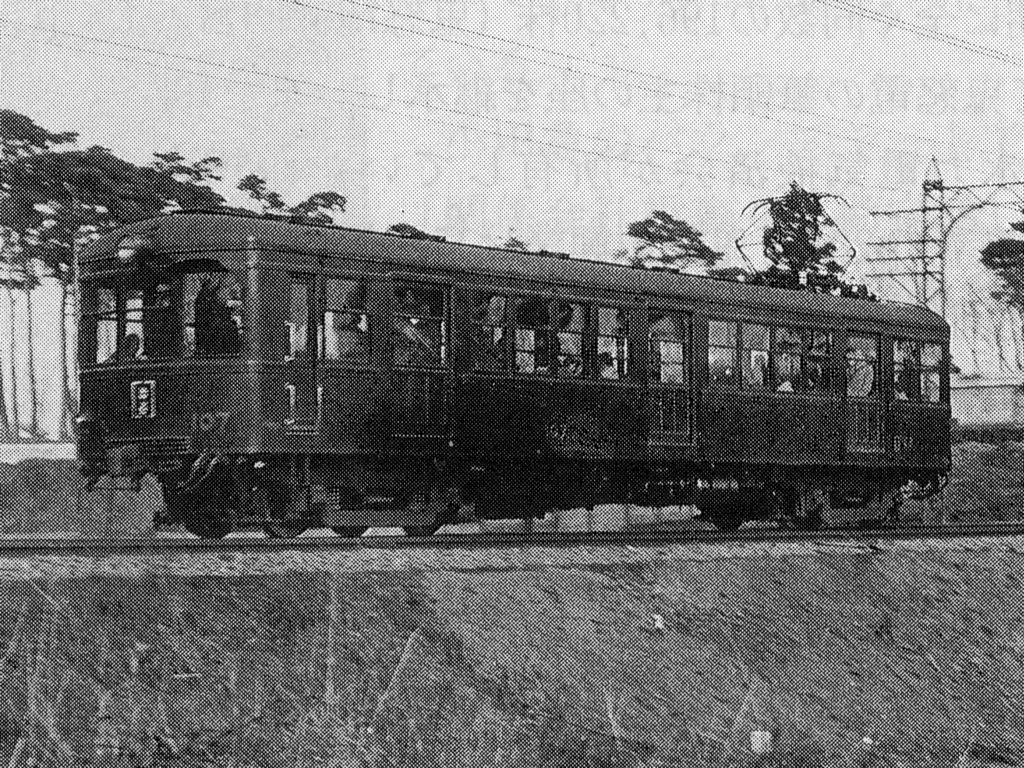
帝都電鉄200形と同型の100形107（1936年3月24日）

帝都電鉄モハ200形は、1936年の増備車として電動車4両が日本車輌製造で製造されたが、この時の最終番号の車両がデハ1501の前身となるモハ208である。
モハ200形はモハ100形の改良増備型として1934年に201-204が、 1936年に増備車として205-208の計8両が製造されたが、モハ100形および本形式は俗に「関東型」と呼ばれる、側面窓配置d1D(1)2(1)D3(1)D2をとして窓の天地寸法を大きくとった軽快なデザインの半鋼製車体を備える。この形態は近隣では東京横浜電鉄モハ500・510・1000形、南武鉄道モハ150形、鶴見臨港鉄道モハ210形などにみられた戦前関東私鉄の標準スタイルであったが、特に本形式は側面窓が高さ1000mm・幅800mmと湘南電気鉄道デ1形（後の京浜急行電鉄230形）の1052mm・幅760mmと同等の大きなものであることが特徴であった。
帝都電鉄クハ500形は1936年1月に日本鉄道自動車で制御車2両が製造されたが、台枠は鉄道省の木造客車の台枠を流用したものであったため、車体は帝都電鉄の標準的な外観であった  が、全長が15910mmと短く、3扉車が標準であった帝都電鉄の車両では例外的な窓扉配置d1D(1)8D(1)1の2扉車で、乗降扉の幅も他形式の1100mmに対して1000mmであった。また、台枠にはトラス棒があり、台車も旧式のTR10形であった。この2両のうち1両がクハ1550形1551の前身となる502で、導入当時は両運転台であった。
1940年5月1日に帝都電鉄は小田急に合併したが、この時には各形式とも形式変更・改番は行なわれず、1942年5月1日に東京急行電鉄に合併した時に形式がデハ1450形・クハ1500形に変更され、全車両が改番された。 また、車体塗装が茶色1色から緑1色へ変更され、 正面の運転席窓上の庇は1944-49年頃に撤去された。
1945年5月25日の空襲では、井の頭線所属の31両中、永福町車庫で22両、別の場所での2両の計24両が焼失したが、クハ1502と当日神泉に留置されていたデハ1458は焼失を免れた。
クハ1500形は戦時中に片側の運転台の機器を撤去し、事実上片運転台の車両となったが、認可上は小田急電鉄所有となった後の1952年4月10日となっている。
デハ1458はその後戦時中に、台車をD-18からデハ1400形（旧モハ100形）が使用していた川崎車輛製鋳鋼台車に、 電動機の出力を56.0kW（80HP（英馬力））から93.3kW（125HP）のものに交換していたともされているが、小田急電鉄発足後の竣工図では台車はD-18台車、主電動機は出力56.0kWのTDK-516-2、歯車比3.0のままとなっている。また、1947年4月21日の認可で渋谷側の運転台を撤去して客室とする改造を実施しており、撤去後の乗務員室部分には座席が設置されない形態となっている。

### 東京急行電鉄
1947年11月にデハ1458とクハ1502は小田原線に転属となった。なお、この際にクハ1502の台車をTR-10からD-18に交換している。
転属した当初は、井の頭線で使用されていたそのままの状態で、外部塗装が緑1色であったことから、乗務員からは「青大将」と呼ばれていた。また、制御装置・制動装置もそのままであったため、小田急の他の車両とは連結ができず、専ら2両編成で単独運用に入っていた。また、戦後の復興期の1800形の導入が一段落した頃より1800形・1600形形および当時1600形の制御車であったクハ1315とともに、デハ1458、クハ1502についても窓ガラスやシート地などできる限りの整備を施して「復興整備車」の看板を掲げて運用した。

### 小田急電鉄
その後部品の互換性を考慮し、 1950年までに以下の通り装備品の変更が実施されている。
- 台車をデハ1500形は住友金属工業製鋳鋼台車のKS-31-Lに、クハ1550形はD-18から同じく住友金属工業製鋳鋼台車のKS-30-Lに交換
- 主制御器をES-609からウェスティングハウス・エレクトリック社系のHB単位スイッチ式制御器に変更。
- ブレーキ装置は元空管式自動ブレーキの芝浦式直通自動制動（制動弁はRA-D-10、三動弁はRJ-5）から制御管式自動空気ブレーキのAMM-C（デハ1500形）、ACM-C（クハ1550形）（いずれも制動弁はM-24、三動弁はM-2-B）に変更。

これにより、デハ1200・1400形などのHB車（HB形制御方式を装備した車両）との連結が可能となり、引続きデハ1500形とクハ1550形の2連で編成を組んで使用されたが、これにHB車を増結したり、場合によってはクハ1550形とデハ1300形の編成で使用されることもあった。さらに、2両とも乗務員室と客室の仕切りは高さが低い帝都電鉄仕様であったが、これを天井まで仕切る様式に変更し、乗務員扉を助士席側にも設置し、また、片運転台化の際に撤去された乗務員室部分にロングシートが設置された。
小田急電鉄として分離独立した後の1950年に、形式・番号はデハ1500形1501・クハ1550形1551に変更・改番が行なわれた。デハ1501（モハ208）は1951年2月ごろからしばらくは、日立製作所のKH-1形台車を装備の上、クイル式駆動方式の試験が行なわれていた。
1956年7月には、 車体長が15090mmと短い上に2扉でラッシュ時の客扱いに難があり、運用上使いにくかったクハ1550形1551の車体を経堂工場で延長すると同時に、デハ1500形1501と合わせて主制御器とブレーキ装置を変更してABF車（ABF形制御装置を装備した車両）との連結を可能とする改造が実施され、また、この改造の少し前には車体塗装が緑色から当時の通勤車の標準であった茶色に変更されている。なお、当時の茶色は赤味の強い茶色であり、後に2100形が導入された際に濃い茶色に変更された。また、この更新後しばらくの間、3000形SE車の設計資料として、クハ1550形1551で弾性車輪の試験が行なわれた。この改造の内容は以下の通り。
- 1501
  - 制御器を国鉄制式のCS5に、主電動機を93.3kWの三菱電機製MB-146-CFに変更。
- 1551
  - 車体を中央部で長さ820mm延長して15910mmとし、この部分に客用扉を設置して[11]窓扉配置d1D(1)8D(1)1の片側2扉からd1D(1)3D(1)3D(1)1の片側3扉とした。なお、床下のトラス棒はそのまま残され、ターンバックルを延長して対応した[15]。
- 両車共通
  - ブレーキ装置を元空管式自動空気ブレーキのAMM-R（デハ1500形）・ACM-R（クハ1550形）に変更。
  - 室内灯を直流蛍光灯に変更。
  - 室内壁面を白茶色のペイント塗装に変更。
  - 乗降扉を木製からプレス加工の鋼板製のものに交換[16]。
  - 前面の標識灯を車体下部左右から前面窓上左右に移設[16]。

改造後はABF車とともに使用されていたが、1959年時点でのABF車（1500-2100形）の運用は4両編成の1700形×3運用、1900・2100形×3運用、1600形×5運用、1900形×2運用の計13運用、2両編成の1900形×7運用で所要66両であった一方、当時のABF車は1500形を含めて68両で、本形式は他の2両固定編成の車両と共通運用で使用されたほか、検査や更新改造で稼働車両数が所要数に満たない場合には他形式が代用され、4両＋2両の6両編成での運行も行われていた。

### 1900形への編入
1960年3月から5月にかけて、東急車輛製造にて更新が行なわれた際に、1900形と同様の車体に載せかえられ、形式も1900形デハ1914・クハ1964に変更された（これ以後の動向については小田急1900形電車を参照のこと）。なお、車体はしばらく東急車輛の構内に保管されていたが、同年秋に行なわれたデユニ1000形の更新に流用され、1984年まで使用された。
この改造は1500形の車体長や窓寸法その他が他社と異なることが保守上の問題となっており、貫通路の設置、端梁の交換、幕板幅の拡大と窓高さの縮小、屋根のビニール張り化などの大幅な更新が予定されていたが、その後方針を変更して1900形と同様の車体を東急車輛製造で新規に製造して交換することとなったものである。
デハ 1900形1914 (2代)・クハ1950形1964は1976年9月30日に廃車され、2両とも1977年に富士急行に譲渡されてそれぞれモハ5230形5235・クハ5260形クハ5265となって1984年1月に廃車されるまで同鉄道で運行された（1900形編入以後の動向については小田急1900形電車を参照）。
また、デハ1500形・クハ1550形の車体を使用したデユニ1000形1001・1002のうち、1002は1976年10月30日に、1001は1984年7月15日に廃車となった（デユニ1000形の動向については小田原急行鉄道モニ1形電車#車体変更とその後を参照）。

## 車両一覧
- 帝都モハ208→東急デハ1458→小田急デハ1501→小田急デハ1914（車体はデニ1001へ流用）
- 帝都クハ502→東急クハ1502→小田急クハ1551→小田急クハ1964（車体はデニ1002へ流用）